# Шхуна
Шхуната е бърз маневрен ветроходен кораб с поне две мачти – всичките с косо стъкмяване. Подобно стъкмяване позволява плаването на остри курсове спрямо вятъра и изисква по-малоброен екипаж в сравнение с корабите с право стъкмяване. Първите шхуни се появяват през 17 век в Холандия и Англия.
Шхуната с най-много мачти в историята – спуснатата на вода през 1902 г. седеммачтова Томас Лоусън, е и най-големият изцяло ветроходен кораб, задвижван само с ветрила без друг двигател. . Съвременните шхуни имат и двигател с вътрешно горене.

## Видове шхуни
- Стакселна се нарича шхуната, чието стъкмяване на ветрилата е предимно със стаксели.
- Вторият тип шхуни според стъкмяването е гафелната шхуна, която е основно с бермудски ветрила.